# Paladins

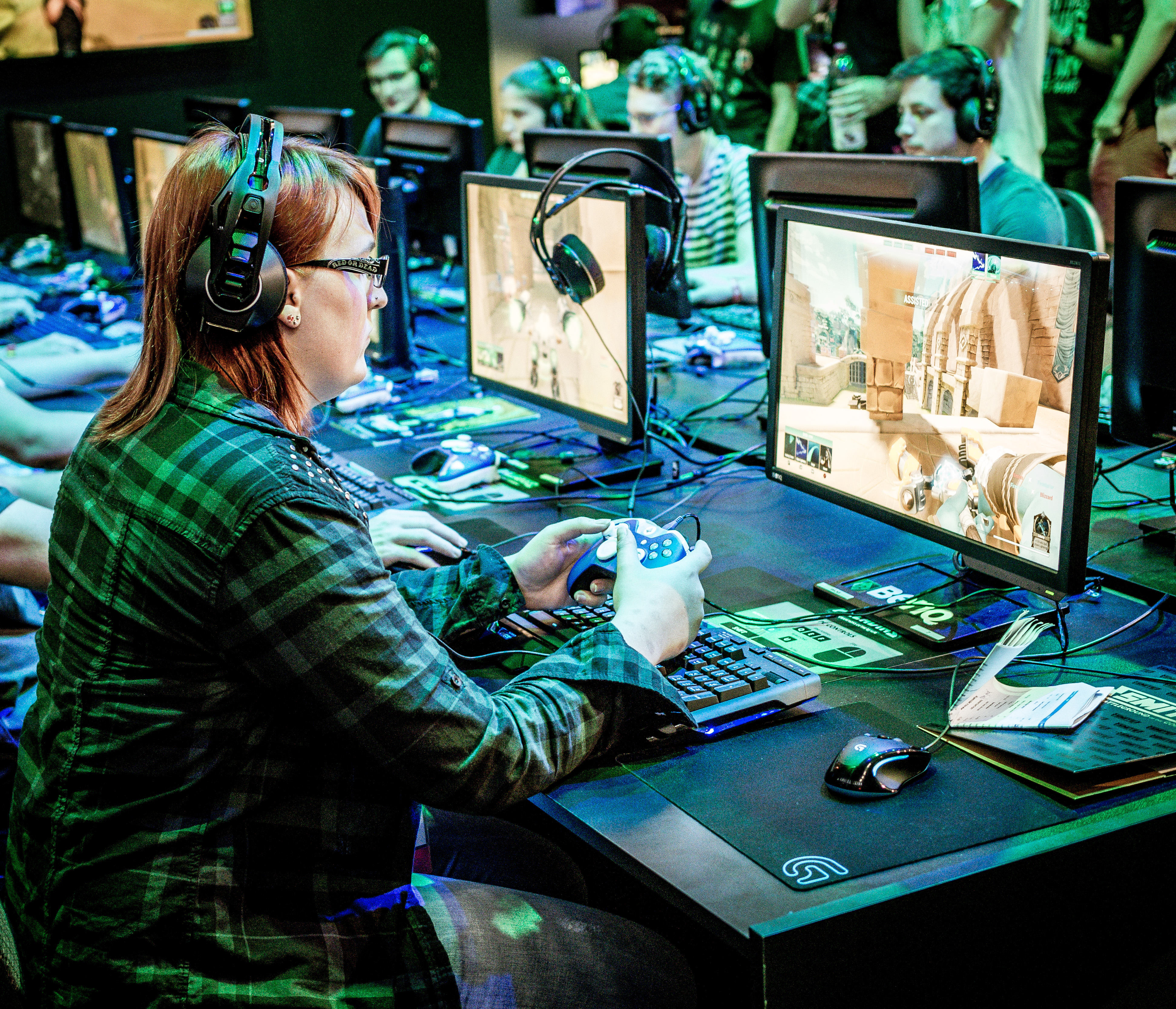
Jugador probando Paladins en la exposición Gamescom 2015, en Alemania.

Paladins: Champions of the Realm es un videojuego gratuito en línea de disparos en primera persona con componentes de hero shooter.
El  9 de octubre de 2012 Hi-Rez anunció un nuevo juego que serían los sucesores de Global Agenda (otro juego de la compañía que salio en el 2010) el juego fue inicialmente llamado Global Agenda 2,pues desde que se anunciaron los desarrolladores dijeron que paladins utilizaría varias cosas de global agenda como conceptos, mecánicas, habilidades, mapas, etc. los desarrolladores esperaban lanzarlo para mediados del 2013,  sufrió varios retrasos y cambios de nombre, hasta que varios años después se decidieran por llamarlo Paladins, otros nombres con los que se conoció al juego fueron Aurum (en el 2012), Global Assault (2014), Chaos, etc.  El 4 de agosto del 2015  comenzaron las inscripciones para participar en una beta cerrada después de estar en alpha cerrada desde junio, pero fue hasta el 3 de agosto de 2015 que se le dio autorización a los canales de noticias como IGN de mostrar el contenido del juego,aunque a pesar de los intentos de mantener el contenido del juego en secreto hubo filtraciones de gran parte del contenido del juego, posteriormente en la TwitchCon 2015 se anunció que el juego sería lanzado como beta abierta pero esto fue retrasado hasta 16 de septiembre de 2016, como un producto de acceso anticipado de Evil Mojo Games.
La beta cerrada comenzó el 17 de noviembre de 2015. El juego entró en beta abierta el 16 de septiembre de 2016. El 6 de mayo del 2017 se lanzó la beta abierta para las plataformas de PS4 y Xbox One. En septiembre de 2017 se anunció que el juego había alcanzado más de 15 millones de jugadores. El 1 de mayo de 2018 se anunció que el juego saldría oficialmente el 8 de mayo del mismo año, para PlayStation 4, Xbox One, Microsoft Windows y Mac. El juego fue lanzado en Nintendo Switch el 12 de junio de 2018, el 18 de abril del 2023 se anunció que el juego será retirado de la plataforma de Nintendo Switch debido a diversos problemas
Actualmente, el juego tiene Crossplay (Juego cruzado) con todas las plataformas, además, hay opción de jugar solo con teclado y ratón, solo con mando y desactivarlo totalmente. Las opciones de solo teclado y ratón y solo mando significan que puedes jugar con todos los jugadores que usen dichos controles sin importar la plataforma, por ejemplo, si juegas en consola con un teclado y ratón te pondrán con los de ordenador y otros de consola que jueguen con los mismos controles. En el modo competitivo no afecta el Crossplay totalmente, ya que los de teclado y ratón no podrán nunca jugar con los de mando en este modo de juego.
También, el juego tiene Crossprogression (Progresión cruzado) con solo PC, Xbox y Nintendo Switch, esto significa que puedes jugar con tu cuenta en todas estas plataformas sin perder nada, pero hay que vincular las cuentas antes en la página oficial de Hi-Rez.

## Jugabilidad
Este juego posee un sistema de cartas y talentos originales del juego que sirven para potenciar las habilidades de los personajes.
Paladins ofrece varios personajes, llamados campeones, para que los jugadores puedan elegir durante las partidas multijugador. Cada uno de estos campeones se clasifica en una de las siguientes categorías: Primera Línea, Daño, Soporte y Flanco,  siendo en equipo de 5 jugadores. Estos deben confiar en la estrategia, el conocimiento de los personajes, la coordinación y el trabajo en equipo para lograr la victoria. Un buen equipo tendrá una selección equilibrada de clases que se apoyarán mutuamente durante el juego.
La estructura recomendada para un equipo es la siguiente: 2 tanques, 1 daño, 1 flanco y 1 soporte.
Clases de Campeones:
- Primera Línea o tanque: Campeones que sirven como la protección del equipo, sosteniendo al frente y protegiendo a sus aliados. Con capacidades de alta salud y de blindaje. Los campeones de Primera Línea se destacan en bloquear el ataque enemigo y romper las capturas del objetivo enemigo.
- Daño: Campeones que poseen salidas de daño confiables y consistentes o potencial de daño de explosión gigante. Su daño, junto con capacidades de salud promedio y movilidad decente, hacen que los campeones de Daño sean ideales para tiroteos prolongados.
- Soporte: Campeones con alta utilidad y habilidades curativas, la columna vertebral de cualquier equipo. Debido a sus capacidades curativas que mantienen a sus aliados en la lucha, los campeones de apoyo son aliados invaluables.
- Flanco: Campeones que sobresalen al cruzar el campo de batalla y quedarse atrás de las líneas enemigas, eliminando objetivos clave vulnerables, usualmente soportes y daños. Mientras que la mayoría de los campeones del flanco son relativamente frágiles, teniendo las capacidades de salud más bajas que cualquier otro campeón, su movilidad excelente y auto sostenido les proporcionan los medios del escape y de la supervivencia.

## Personajes
Existen 59 personajes o campeones, los cuales están repartidos en los siguientes roles:
| Tanques - Ash - Atlas - Azaan - Barik - Fernando - Inara - Khan - Makoa - Nyx - Raum - Ruckus - Terminus - Torvald - Yagorath | Daño - Betty La Bomba - Bomb King - Cassie - Dredge - Drogoz - Imani - Kasumi - Kinessa - Lian - Octavia - Omen - Saati - Sha Lin - Strix - Tiberius - Tyra - Viktor - Vivian - Willo | Soporte - Corvus - Furia - Grohk - Grover - Io - Jenos - Lillith - Mal'Damba - Moji - Pip - Rei - Seris - Ying | Flanco - Androxus - Buck - Caspian - Evie - Koga - Lex - Maeve - Skye - Talus - Vatu - VII - Vora - Zhin |

## Modos de juego
Hay diferentes modos de juego:
- Asedio: Es el modo de juego "principal" de Paladins. Los equipos tienen la tarea de capturar primero el punto de captura central del mapa y, el equipo que tenga éxito, tendrá que empujar la carga explosiva que genere el punto de captura a la base enemiga. El otro equipo deberá evitar que la carga explosiva llegue hacia su base en un período de tiempo. Este modo se reproduce en un formato de 5 contra 5. Cada captura y empuje exitoso proporciona un punto de victoria; el equipo que antes logre 4 puntos es el ganador.
- Batalla a muerte: Dos equipos de 5 jugadores se enfrentan con el objetivo de conseguir 40 bajas antes que el otro equipo.
- Matanza: Dos equipos. Un punto de control. Captura y mantén el punto central. Mata a tus enemigos para mantenerlos fuera del punto y gana 5 puntos para tu equipo. Además, obtén 1 punto por segundo si tu equipo controla el punto. El primer equipo en lograr 400 puntos o tener más puntos cuando se acabe el tiempo es el ganador.
- Rey de la colina: Este modo de juego esta en la misma cola que Matanza ya que tiene algunas similitudes, el modo de juego va de dos equipos que tienen que capturar un punto y mantenerlo consiguiendo 1 punto por segundo, dicho punto va cambiando de sitio cada cierto tiempo y también van cambiando los respawn. Al matar a un enemigo da 3 puntos para el equipo. El equipo que consiga 400 puntos o tenga más puntos al acabar el tiempo gana.
- Competitivo: Para desbloquearlo se necesita tener al menos 14 campeones desbloqueados y tener una cuenta nivel 15. El modo competitivo sólo cuenta con el modo de juego Asedio. Sin embargo, al comienzo de la partida, los jugadores deben elegir a sus campeones uno por uno. El primer jugador prohíbe a un campeón. Entonces, un jugador del equipo opuesto prohíbe a otro campeón. Esto se repite una vez más con el fin de prohibir a 4 campeones en total. A continuación, 1 jugador del equipo opuesto elige a un campeón, después 2 jugador del otro equipo y esto continúa hasta que el último jugador (del equipo que se opone a la que tiene la primera selección) tiene un campeón. Esto desafía a los equipos a tratar de contrarrestarse mutuamente eligiendo específicamente a ciertos campeones. Los juegos competitivos también afectan a una clasificación competitiva de los jugadores. Los rangos son como los de muchos juegos, es decir, bronce, plata, oro, platino, etc. Cada partida otorga al jugador TP; al alcanzar 100 TP subirá de promoción. También puede perder TP, y perder una partida teniendo 0 TP bajará de nivel si ha jugado como mínimo 5 partidas en su rango actual, de lo contrario, no bajará de nivel y se quedará en 0 TP. En cada Temporada hay splits o subtemporadas en el que se reinicia el rango. En este modo no está disponible el modo de la tercera persona. Desde la primera temporada hasta la actualidad los marcos lo dan al final de temporada como recompensa y te lo dan por el máximo rango que has llegado en dicha temporada. Además, hay un sistema de recompensas que las consigues haciendo unas misiones, hay un total de seis recompensas, dos de ellas se cambian cada split o subtemporada, las recompensas se componen de los marcos hablados anteriormente, de dos títulos y una skin, mientras las recompensas que cambian cada split o subtemporada son un avatar y un cofre de oro.
- Entrenamiento: modos de Asedio, Batalla a muerte y Matanza contra la IA. Si no se unen suficientes jugadores al equipo del jugador, sus posiciones las ocupará la IA.
- Personalizadas: Los jugadores pueden personalizar una partida, eligiendo el modo de juego, escenario, número de jugadores, etc.

Además de estos modos de juego, existe un Campo de tiro para practicar en solitario con cualquier campeón y un Tutorial para aprender el funcionamiento básico del juego. 
Modos de juego anteriores
Estos modos de juego estuvieron presente con anterioridad pero actualmente no están disponibles:
- Carga útil o Empujar la carga: un equipo atacante tiene la tarea de escoltar una carga útil a través de una vía de ferrocarril extendida para empujarla lo más lejos posible, o hasta el objetivo final, mientras un equipo defensor frustra su progreso. Se detiene un empuje si ambos equipos se enfrentan en combate cerca de la carga útil y se mueve lentamente hacia atrás si no hay nadie en el equipo atacante cerca para empujarlo, aunque el progreso de empuje que el equipo ha acumulado no se pierde. Una vez que el tiempo se agota o si la carga útil se empuja al destino, los equipos cambian los papeles de ataque / defensa. El ganador es determinado por el equipo que empuja la carga útil más lejos, con el equipo atacante poniendo la barra en la primera ronda. Si el equipo atacante en la segunda ronda es capaz de empujar la carga útil a la misma distancia que el primer equipo, el primero gana el juego.
- Supervivencia: los equipos tratan de sobrevivir mutuamente en un mapa relativamente pequeño sin aparecer hasta la siguiente ronda, todo el tiempo evitando la niebla mortal que se cierra en los bordes exteriores del mapa. La niebla causa daño basado en el porcentaje de la salud de un campeón y niega toda curación mientras un campeón está en ella, frustrando tácticas de estancamiento a largo plazo. La niebla comienza en el borde del mapa, que comienza a cerrarse después de un breve retraso hasta que alcanza el epicentro del mapa, donde cualquier campeón superviviente se ve obligado a combatir. Este modo se reproduce en un formato mejor de seis. Este modo de juego fue retirado una vez en la beta y se jugaba en mapas más grandes y cambiaba el punto y luego fue retirado otra vez en la beta para poner batalla a muerte. Luego, la niebla se usó para hacer el modo de juego Battlegrounds y luego para hacer otro juego llamado Realm Royal basado en el mundo de Paladins.
- Battlegrounds: Este modo de juego estuvo solo 2 días en el juego y solo en la versión de PC, aparte de estar en el PTS (Public Test Server, en español Servidor Público de Prueba) casi un mes o dos meses y cuando salió, el modo seguía en beta y solo lo podían jugar ese modo los que tuvieran un sistema operativo de 64 bits. El modo de juego consistía en ser un Battle Royal con los personajes de Paladins, se podía elegir si se quería jugar solo o con equipos de 2 o de 4 jugadores, al seleccionar campeones el juego te daba 8 personajes aleatorios para elegir, 2 de cada rol, y si se iba en equipo, los compañeros podían llevar los mismos campeones pudiendo llevar los 2 o 4 compañeros el mismo campeón. En el mapa aparecían unos cofres con sonido con los ítems de cualquier partida, pero aquí con diferentes tipos de rareza (Común, Raro y Épico). También se podían obtener cartas que estaban marcados en el mapa con icono de carta azul y había además unos cofres legendarios tirados por zepelines donde conseguias cartas e ítems legendarios. Cuando se perdía toda la vida se te convertía en pollo y si se tenía compañeros te podían revivir hasta 3 veces, a la cuarta se moría definitivamente. Lo que cerraba el mapa era la niebla mortal que se usó en el modo de juego Supervivencia. Este modo de juego se quitó a los 2 días porque al final pensaron que sería una mala idea ya que tendrían que balancear los campeones también para ese modo y sería un costo muy grande, así que pillaron lo que ya estaba hecho, lo sacaron del juego y lo cambiaron totalmente creando así Realm Royal.
- Asedio del Pico Ascensión: Este modo de juego fue temporal y fue introducido en el parche 0.68 en el evento del mismo nombre, este fue el primer evento del juego. El modo de juego era matanza, pero con menos tiempo de espera para las habilidades y la ulti y unas bolas de fuego cayendo del cielo que si estas en su trayectoria te hace daño. En este modo no se podían elegir campeones, se asignaban automáticamente un número limitado de campeones si te tocaba como Magistrado o los Paladines, es decir, que solo te podían tocar entre 5 campeones fijos dependiendo el equipo que te tocara, aunque en la salida del nuevo campeón de la siguiente actualización cambiaron a uno de los campeones del Magistrado por ese campeón.

- Ascenso de la Furia: modo de juego temporal introducido en el parche 1.1 en el que dos equipos de 5 jugadores tienen que ascender por una torre del abismo, destruir un objeto en la cima y, tras eso, enfrentarse en un campo de batalla (variante del modo batalla a muerte con 30 eliminaciones). Durante el ascenso, los jugadores no podrán causar daño y si se caen volverán al punto de control actual, aparte, tendrán unos símbolos que dan al equipo un porcentaje de la ulti para la batalla final. En este modo no se pueden elegir los campeones; estos serán asignados automáticamente a los jugadores y los dos equipos tendrán los mismos campeones aleatorios. En estas partidas se obtienen Esquirlas abisales, un tipo de moneda que se usa para desbloquear complementos cosméticos exclusivos del evento, pero para desbloquear dichos cosméticos con esas Esquirlas necesitabas hacer un requisito mínimo. También había algunas misiones que se trataba de conseguir Esquirlas y te daban algunas recompensas más.

## Discusiones "Copia de Overwatch"
El desarrollador detrás de Paladins, Hi-Rez Studios, ha respondido a las alegaciones que su hero shooter Paladins: Champions of the Realm, copia aspectos de Overwatch.
En una declaración dada a IGN, Todd Harris, COO de Hi-Rez asertó que "mientras que Overwatch es un buen juego, no fue la inspiración para Paladins". La declaración de Harris viene en respuesta a las comparaciones hechas entre Paladins y Overwatch, así como un video viral reciente que mezcla los dos juegos para mostrar las grandes similitudes. Adicionalmente se salió otro comunicado acompañado de bastante evidencia para respaldar las declaraciones anterior, pero ambos tuvieron un recibimiento mixto, la mayoría de la gente alego que solo eran excusas para defenderse, a pesar de que la información dada coincidía con la de una entrevista del 2012 acerca del juego y con las filtraciones que hubo en 2014 antes del anuncio de Overwatch
Overwatch fue revelado por Blizzard en Blizzcon 2014, entrando en beta cerrada el 27 de octubre de 2015, mientras que Paladins fue presentado en 2015 y entró en beta cerrada el 17 de noviembre del mismo año.